# José Sala Catalá
José Sala Catalá (Alicante, 1954-Alicante, 1991) fue un científico e historiador de la ciencia español.

## Biografía
Nacido en Alicante en 1954, trabajó en el Consejo Superior de Investigaciones Científicas y fue autor de obras como Ideología y Ciencia Biológica en España entre 1860 y 1881. La difusión de un paradigma (1987) o Ciencia y Técnica en la Metropolización de América (1994), entre otras. Falleció el 23 de diciembre de 1991 en su ciudad natal.